# Porto Sant’Elpidio (stacja kolejowa)
Porto Sant’Elpidio (wł. Stazione di Porto Sant’Elpidio) – stacja kolejowa w Porto Sant’Elpidio, w prowincji Fermo, w regionie Marche, we Włoszech. Znajduje się na linii Adriatica (Ankona – Lecce).
Według klasyfikacji RFI ma kategorię srebrną.

## Linie kolejowe
- Linia Ankona – Bari